# ريكس داير
ريكس داير (بالإنجليزية: Richard Dyer) هو مبارز بالسيف أمريكي، ولد في 29 ديسمبر 1929 في سانتا فيه في الولايات المتحدة، وتوفي في 4 نوفمبر 2004 في برين مار ‏ في الولايات المتحدة.

## وصلات خارجية
- ريكس داير على موقع أوليمبيديا (الإنجليزية)